# アン・マクラーレン
デイム・アン・ローラ・ドロテア・マクラーレン（英: Dame Anne Laura Dorinthea McLaren、1927年4月26日 - 2007年7月7日）は、発生生物学の第一人者で、イギリスを代表する科学者である。
大英帝国勲章受賞者で、王立協会フェロー、英国王立産婦人科医協会フェローも務めた。その研究によって、人間の体外受精 (IVF) に貢献。英国王立協会の役員に任命されるなど、科学への貢献で多くの栄誉を受けている。

## 幼少期
自由党議員であったサー・ヘンリー・マクラーレンと、クリスタベル・メリー・メルビル・マクナヘイテンの娘としてロンドンで生まれた。第2次世界大戦が始まるころまで家族はロンドンに住んでいたが、その後北ウェールズのボドナントにある彼らの地所に引っ越した。子どもの頃、1936年に公開された映画『来るべき世界』（原作と脚本はH・G・ウェルズ）に出演した。 
オックスフォード大学のレディ・マーガレット・ホールで動物学を学び、後に修士号を取得した。J・B・S・ホールデンのもとでショウジョウバエのダニの感染について研究し、1949年からロンドン大学で大学院の研究を続けた。最初はピーター・メダワーのもとでウサギの遺伝学について、次にキングスレー・サンダースのもとでネズミの神経向性ウイルスについて研究した。1952年に博士号を取得した。1952年10月6日には同僚のドナルド・ミッキー博士と結婚した。

## 初期のキャリアと結婚生活
マクラーレンとドナルド・ミッキーは、1952年から1955年までロンドン大学で、その後王立獣医科大学で、マウスの腰椎の数の母体環境による変化について共同研究を行った。マクラーレンは後に、過排卵や過妊娠など、マウスの出産に関する研究に取り組むこととなる。1958年にジョン・D・ビガーズと共同で、マウスの体外での発育と出産に初めて成功したとする画期的な『ネイチャー』の論文を発表した。この論文は、「生殖生物学と医学の歴史の中で最も重要な論文の1つ」と呼ばれている。この間、次の3人の子供にも恵まれた。
- スーザン・フィオナ・ドリネア・ミッキー（1955年6月19日 - ）
- ジョナサン・マーク・ミッキー（1957年3月25日 - ）
- キャロライン・ルース・ミッキー（1959年8月1日 - ）

しかし、1959年の離婚で結婚生活は終わり、マクラーレンは研究を続けるためにエディンバラ動物遺伝学研究所に移った。その後も夫婦は良好な関係を保ち、ミッキーもエディンバラに引っ越した。一方、シングルマザーとして片親での子育てを経験したマクラーレンは、政府による育児支援の必要性を強く訴えるようになった。

## その後のキャリア
その後1959年から1974年までの15年間を動物遺伝学研究所で過ごし、マウスの胚移植、免疫避妊、キメラの骨格特性など、生殖、出産、エピジェネティクスに関連するさまざまなテーマを研究した。
1974年、エディンバラを離れ、ロンドンにあるMRC哺乳類研究ユニットの所長に就任。1992年にユニットを退職し、ケンブリッジに移り、ウェルカム / CRC研究所（後のガードン研究所）のメンバーに加わった。1991年には、ケンブリッジ大学クライスツ・カレッジのフェロー・コモンズに選出された。
大学外においても研究活動を行っており、体外受精 (IVF) と発生学の技術を調査するために設立された委員会のメンバーとして、後にワーノック報告書を作成した。1991年から2000年にかけて生命倫理に関するナフィールド評議会のメンバーとして活動した。
2004年、ブライアン・クラーク、アン・クラーク夫妻とともに、冷凍箱舟プロジェクトの共同創設者となった。このプロジェクトの目的は、「世界の絶滅危惧種のDNAと生細胞を保護すること」であった。
晩年、イギリス共産党員であったため、アメリカへの渡航は困難になっていた。

## 栄誉
1975年、マクラーレンは王立協会フェローに就任。1991年から1996年まで、王立学会の「外務大臣」を務め、1992年から1996年までは副会長を務めた。王立学会創設330年の歴史の中で初の女性役員となった。1986年、出産に関する先駆的な研究により、英国王立産婦人科医協会フェローになった。1989年に英国王立医学協会でエリソン-クリフレクチャーを発表、1990年から1995年まで王立研究所生物学のフラー教授を務めた。
1993年に大英帝国勲章を受賞した。その後1993年から1994年まで、英国学術協会の会長を務め、1998年にはイギリス医学アカデミーのフェローに就任した。
2002年には、発生生物学への貢献が認められ、アンジェイ・タルコフスキーとともに日本国際賞を受賞し、2007年には発生生物学マーチ・オブ・ダイムズ賞を受賞した。

## 逝去
2007年7月7日、元夫のドナルド・ミッキー（83歳没）とともにケンブリッジからロンドンへ移動中、M11高速道路を走行中に脱輪による交通事故で死亡した。80歳没。

## 遺産
アン・マクラーレンの文献は大英図書館に保管されており、大英図書館のカタログからアクセスできる。
アン・マクラーレンの名前を冠した科学研究を奨励するための基金が創設されている。また、2009年にはケンブリッジ大学生物医学キャンパスに、ケンブリッジ大学アン・マクラーレン再生医療研究所が開設された。

### 訃報に関する記事
- Surani, Azim; Smith, Jim (16 August 2007). “Obituary: Dame Anne McLaren (1927–2007)”. Nature 448 (7155):  764–765. doi:10.1038/448764a. ISSN 0028-0836. PMID 17700691.
- Rossant, Janet; Hogan, Brigid (3 August 2007). “RETROSPECTIVE: Dame Anne McLaren (1927–2007)”. Science 317 (5838):  609. doi:10.1126/science.1147801. ISSN 0036-8075. PMID 17673646.
- “Dame Anne McLaren (1927–2007)”. Russian Journal of Developmental Biology 39 (2):  125–126. (March 2008). doi:10.1007/s11174-008-2010-4. ISSN 1062-3604. PMID 18669298.